# Чортківський районний архів
Архівний відділ Чортківської районної державної адміністрації — регіональна державна архівна установа, що здійснює приймання, опис і зберігання документів з Чорткова починаючи з 1939 року до сьогодення.

## Історія
Архівний відділ Чортківської районної державної адміністрації є структурним підрозділом Державного архіву Тернопільської області (ДАТО).
У листопаді 1939 року розпочав роботу Державний архів Чортківського району.
Під час Другої світової війни припинив свою діяльність, відновивши її після звільнення району від німецькофашистських загарбників у квітні 1944 року. 
З 21 листопада 2002 року утворено архівний відділ Чортківської районної державної адміністрації. 

## Структура архіву[1]
- начальник відділу
- головний спеціаліст
- архіваріус

## Фонди
За даними путівників, виданих архівом, станом на 2009 рік у архіві зберігалося:
- 242 фонди.
- 31384 одиниці зберігання документів НАФ за 1944-2006 роки, в тому числі 23351 одиниця періоду незалежності держави.
- документи з особового складу складають 1330 одиниць зберігання.
- 155 фондів закриті і не поповнюються, так як їх організації, установи припинили своє існування.

## Керівники
- Петро Рекрутяк,
- Ганна Бабин,
- Марія Пролубнікова,
- Ігор Кравчук (травень 2007—жовтень 2015)
- Віктор Стефанишин (від жовтня 2015)[2].